# Крутоярка (Харьковская область)
Крутоярка (укр. Крутоярка) — село, 
Картамышский сельский совет,
Первомайский район,
Харьковская область.
Код КОАТУУ — 6324584203. Население по переписи 2001 года составляет 28 (13/15 м/ж) человек.

## Географическое положение
Село Крутоярка находится в 4-х км от реки Лозовенька и в 6-и км от реки Берека.
На расстоянии в 3 км расположено село Картамыш.

## История
- 1931 — дата основания.

## Достопримечательности
- Братская могила советских воинов. Похоронено 158 воинов.